# Глебов, Андрей Николаевич
Андре́й Никола́евич Гле́бов (1858, Ярославская губерния — 21 октября 1895, деревня Кипень, Санкт-Петербургская губерния) — русский инженер, предприниматель, разработчик нерудных и угольных месторождений Донбасса, первооткрыватель золотоносных месторождений в Донбассе и в Европе, золотопромышленник.

### Биография
Происходил из известного дворянского рода Сорокоумовых-Глебовых. Родился в селе Верхне-Никульское Мологского уезда Ярославской губернии в 1858 году в помещичьей семье гвардии ротмистра в отставке Николая Андреевича Глебова (15.12.1824 — 8.3.1869), женатого на Варваре Николаевне Лодыженской (1838—1921), неконцертирующей пианистки, дочери гвардии поручика Николая Васильевича Лодыженского (1803 — до 1870), близкого «могучей кучке», двоюродного брата А. С. Даргомыжского.. В семье было семеро детей: София (1856—1856); Андрей (1858—1895); Людмила (1859 — 1924), замужем не была; Борис (1861—1864); Ольга (1863—1942); Николай (1864—1941); Владимир (1866—1866).  
Младший брат Николай Глебов (1864—1941) — инженер, основатель и совладелец электротехнических заводов, член ЦК партии конституционных демократов, член Государственного совета Российской империи, был вовлечён в бизнес старшего брата.
С детства и на протяжении всей жизни близко дружил с соседом по ярославскому имению Николаем Александровичем Морозовым.
В 1875 году окончил военную гимназию. В том же году выдержал конкурсные экзамены и поступил в Институт инженеров путей сообщения, который блестяще окончил.
По окончании курса отправился на юг, при строительстве Екатерининской железной дороги в Донбассе познакомился с И. Г. Иловайским, стал его компаньоном и управляющим, а впоследствии — совладельцем Макеевского угольного рудника.

«Окончив курс в институте путей сообщения, он не захотел, подобно большинству нас, русских, пристроиться на всю жизнь на хлеба у государства и, двигаясь по иерархической лестнице, таить в своей душе заветный идеал всех чиновников — генеральский чин. Участвуя в постройке Екатерининской железной дороги, Андрей Николаевич познакомился с богатством Донецкого бассейна и, предвидя в нем довольно широкое поле для деятельности, поступил к известному в своё время набобу Ивану Григорьевичу Иловайскому в качестве компаньона и управляющего Макеевского рудника».— 

### Добыча золота и серебра
После открытия в 1887 году в Таганрогском округе Войска Донского признаков месторождения серебра, в 1889 году за счёт собственных средств начал разведочные работы. В ходе обширных разведочных работ выяснилось, что имеются значительные залежи серебра. После окончания разведочных работ, вместе со своим помощником инженером О. К. Ляшенко предпринял путешествие в Германию, Бельгию, Францию и Испанию, где тщательно изучал горное дело, и только после этого решился приступить к прохождению и устройству рудников не разведочного, а рабочего устройства. В июне 1891 года была начата промышленная эксплуатация рудника по добыче серебра.
В 1893 году в окрестностях села Нагольного Таганрогского округа Области Войска Донского во время работы на руднике по добыче серебра было открыто месторождение золота — первое месторождение золота в Европейской части Российской империи и Европы.
В 1893 году на Всемирной Колумбовой выставке в Чикаго инженеру и промышленнику А. Н. Глебову была присуждена золотая медаль.
В 1895 году было организовано «Акционерное общество Глебовских металлургических заводов», которое купило у Глебова землю и результаты его работы за 2 млн рублей. Самыми крупными акционерами этого общества явились сам же А. Н. Глебов и инженер путей сообщения В. А. Титов. Всего за первые два года работы рудника Глебова было добыто 5 или 6 кг золота и 16 кг серебра.

### Добыча каменного угля и нефти
Кроме добычи серебра и золота, у Глебова было ещё несколько проектов. В Бахмутском уезде Екатеринославской губернии на землях, принадлежащих братьям Андрею и Николаю Глебовым, велась разработка нерудных ископаемых.
В 1889 году у посёлка Горловка Донецкой области, прежде — Государев Байрак [Бахмутского уезда Екатиринославской губерни], А. Н. Глебовым было открыто месторождение каменного угля и началось его освоение.
Глебов сумел обратить внимание правительства на громадное значение своих работ, как для донецкого края, так и для всей промышленной России, и получить субсидию в 1,2 млн рублей для возведения металлургических заводов. «Обнаружив
громадные залежи коксующегося угля и, начертав широкий и смелый план его разработки, Глебов уже запродал ещё невынутый из земли уголь несуществующему ещё железоделательному заводу французских капиталистов… Далее Глебов командировал от себя и за свой счет сведущего человека в Туркестанский край для изучения тамошней промышленности».
В 1895 году А. Н. Глебов образовал Государево-Байракское Товарищество, учредителями которого стали, кроме него, его брат Н. Н. Глебов, владелец доломитного завода при станции Никитовка К. Ф. Медвенский, и горный инженер Л. Г. Рабинович. А. Н. Глебов приобрёл у крестьян села Государев Байрак участок земли и построил шахту Святого Андрея. В 1897 году она вошла в строй. Так возник Государево-Байракский рудник. В советское время шахта приобрела новое название — Шахта имени М. И. Калинина, входящая в настоящее время в состав предприятия Артёмуголь.
Дальнейшие планы А. Н. Глебова относились к работе в нефтедобывающей промышленности: его экспедиции в Туркестанский край были успешны. По слухам, это и стало причиной его гибели: он был убит по причине разногласий с деловыми партнёрами по поводу проводимых им работ по нахождению нефти на берегах Каспийского моря, а также покупки А. Н. Глебовым части этих земель (нефтяных скважин).

### Гибель
21 октября (2 ноября) 1895 года погиб на охоте в окрестностях Красного Села (Санкт-Петербург), по официальной версии — вследствие несчастного случая. Умер на глазах своих товарищей князя В. Н. Тенишева и князя С. А. Долгорукого, после двух часов предсмертных страданий.

«Когда его маленькой дочери Тамаре было два года, он погиб. В этот день у него было несколько дел, а также возможность поехать на охоту. Он выбрал последнее. Егерь, подносивший ему ружьё, будто бы упал, и весь заряд выстрелил ему в живот. Это произошло под Красным Селом, он жил ещё два часа, когда отец (Н. Н. Глебов), приехавший на место происшествия, довёз его на телеге до деревни Кипень. Здесь он скончался. По дороге прощался с берёзами, которые очень любил, и просил отца не привлекать к ответственности егеря. Отец просьбу брата выполнил. Похоронен он тоже в Верхне-Никульском (Ярославская губерния), а отпевали его в храме Владимирской Богоматери. <…> Говорили, что он пал всё же из-за людей, подкупивших убийцу, будто бы в результате конкуренции в каких-то коммерческих ситуациях. Странным было то, что в день, когда случилось это несчастие, рано утром к жене его пришёл какой-то старик и принёс икону, где на обратной стороне было написано: „Сиротке Тамаре“».— Л. Н. Глебова
А. Н. Глебова отпевали в Петербурге, в храме Владимирской иконы Божией Матери.
Похоронен близ церкви Св. Троицы в селе Верхне-Никульское, в некрополе семьи Глебовых. Могила А. Н. Глебова сохранилась, на ней установлен памятник: на могильной плите лежат глыбы донбасской руды.

## Семья
Жена — c 1893 года — Дарья Михайловна Мусина (в девичестве Мусина-Пушкина, в замужествах Глебова, Озаровская, Апушкина) (1873—1947) — певица, артистка Императорского Александринского театра (1901—1908), (сценический псевдоним Мусина), режиссёр, профессор Ленинградской консерватории; знакомая и корреспондентка А. П. Чехова; с 1901 года до 1912 года во втором браке жена режиссёра Ю. Э. Озаровского (1869—1924); в третьем браке — жена военного юриста, военного писателя, генерал-майора В. А. Апушкина (1868—1937).
- Дочь — Тамара Андреевна Глебова[11] (1894, Санкт-Петербург — 1944, Новосибирск) — актриса и танцовщица. Входила в число постоянных посетителей артистического кафе «Бродячая собака»[12] Портрет Т. А. Глебовой, написанный в 1930-е гг. её сестрой Т. Н. Глебовой, хранится в собрании Костромского художественного музея. С 1934 года — актриса бывшего Александринского театра (Академического театра драмы), теоретик свободного танца. Снималась в кинофильмах, в том числе в комедии «Антон Иванович сердится». Во время блокады Ленинграда Т. А. Глебова в 1942 году уехала в эвакуацию в Новосибирск, вместе с другими актёрами Александринского театра, где и скончалась в 1944 году. Была замужем с 1913 года за актёром Владимиром Александровичем Афанасьевым (21.02.1885—29.09.1945), развелись в 1920 году. Вторым браком замужем за Александром Леоновичем Авербахом (1896—1966), отцом известного режиссёра Ильи Авербаха.
- Внуки — Андрей Владимирович Афанасьев (1914—1982) и Дмитрий Владимирович Афанасьев (1915, Петроград — 1991, Ташкент), историк, собрал многочисленные сведения о семье, автор труда «К истории родов Глебовых (1022) и Мусиных-Пушкиных (1141)», хранящегося в Ярославском историческом музее[13].